# Isha Johansen
Pour les articles homonymes, voir Johansen.
Isha Johansen, née Isha Tejan-Cole le 25 décembre 1965 à Freetown (Sierra Leone), est une dirigeante de football, présidente de la Fédération de Sierra Leone de 2013 à 2021.

## Biographie
Née d'un père banquier de confession musulmane et d'une mère catholique, Isha Johansen effectue sa scolarité à Freetown puis à Londres où elle suit des études de business.
De retour au Sierra Leone, elle crée le magazine Rapture dont la publication s'arrête à cause de la guerre civile.
En 2004, elle fonde le club de football du FC Johansen (en) à Freetown pour des jeunes garçons défavorisés âgés de 10 à 12 ans,.
En août 2013, elle est élue à la tête de la fédération de Sierra Leone de football après la disqualification des autres candidats à la présidence de l'instance, et notamment de l'ancien footballeur international sierra-léonais Mohamed Kallon, disqualifié par le comité exécutif du football de Sierra Leone pour ne pas avoir respecté les conditions de résidence de la SLFA dans ce pays. Le 7 septembre 2016, Isha Johansen, présidente de la SLFA,  et Christopher Kamara, secrétaire général, ont été emprisonnés par la Commission anti-corruption pour avoir omis de fournir des rapports concernant les états financiers de la SLFA et l'utilisation des fonds. Ces deux personnalités sont toutefois libérés après avoir payé une caution, La FIFA a défendu la SLFA dans une lettre, indiquant que la FIFA n'avait «pas de raisons de croire que les fonds fournis à la SLFA aient été utilisés de façon abusive», ayant vérifié ses comptes auparavant dans l'année, et s'insurgeant contre cette ingérence des autorités politiques dans le fonctionnement de la fédération. Ce sujet entraîne la suspension de la SLFA par la Fédération internationale de football association (FIFA), en octobre 2018, l’instance mondiale du foot dénonçant le limogeage d’Isha Johansen et de Chris Kamara. Les matchs éliminatoires de la Sierra Leone pour la Coupe d’Afrique des nations 2019 sont annulés, et la Sierra Leone disqualifiée. Finalement, le 27 mai 2019, l’ex-présidente et l’ex-secrétaire général de la Fédération sierra-léonaise de football (SLFA) sont acquittés par un tribunal de Freetown ; elle reprend ses fonctions de présidente.
En 2021, elle se retire de la course à la présidence et cède son poste le 5 juin 2021 à Thomas Daddy Brima. Elle est membre du Conseil de la FIFA depuis mars 2021.

### Vie privée
Elle est mère d'un fils né en 1995. Depuis 2008, elle est mariée avec un chef d'entreprise norvégien Arne Birger Johansen.